# Leptospermum laevigatum
Leptospermum laevigatum là một loài thực vật có hoa trong Họ Đào kim nương. Loài này được (Gaertn.) F.Muell. mô tả khoa học đầu tiên năm 1858.
Loài này chịu mặn và rất cứng, thường được sử dụng trong các công trình tiện nghi và trồng ven biển. Loài cây này cũng được trồng ở Tây Úc, nơi chúng đã trở thành cỏ dại.
Tên của loài là Leptospermum laevigatum (Gaertn.) F.Muell.
Loài này mọc dạng bụi cây hoặc cây và thường cao 1,5 đến 6 mét (5 đến 20 ft). Hoa nở giữa tháng 4 và tháng 10 với hoa màu hồng hơi trắng.
Ấu trùng loài Holocola thalassinana ăn loài Leptospermum laevigatum.

## Hình ảnh

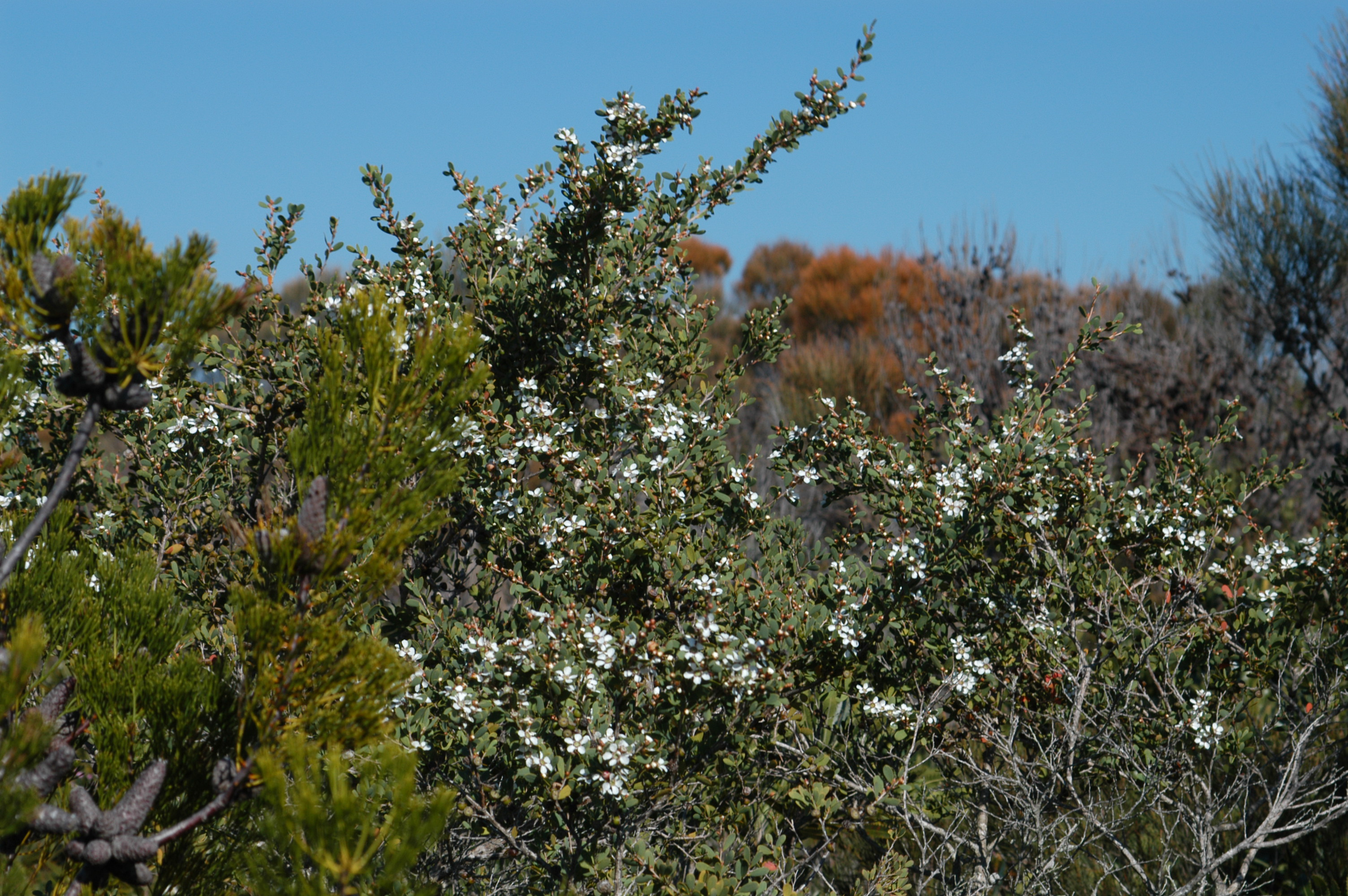
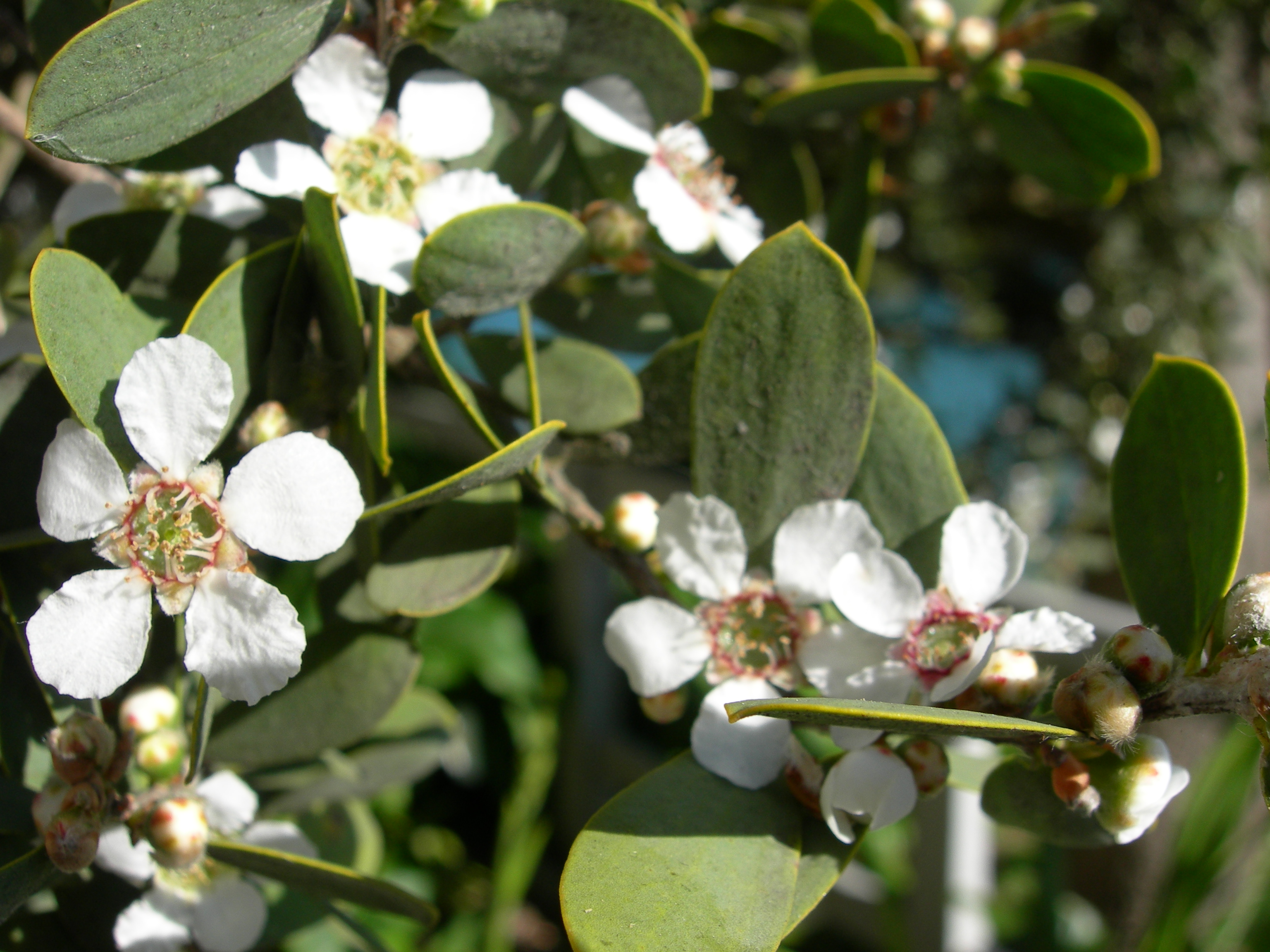
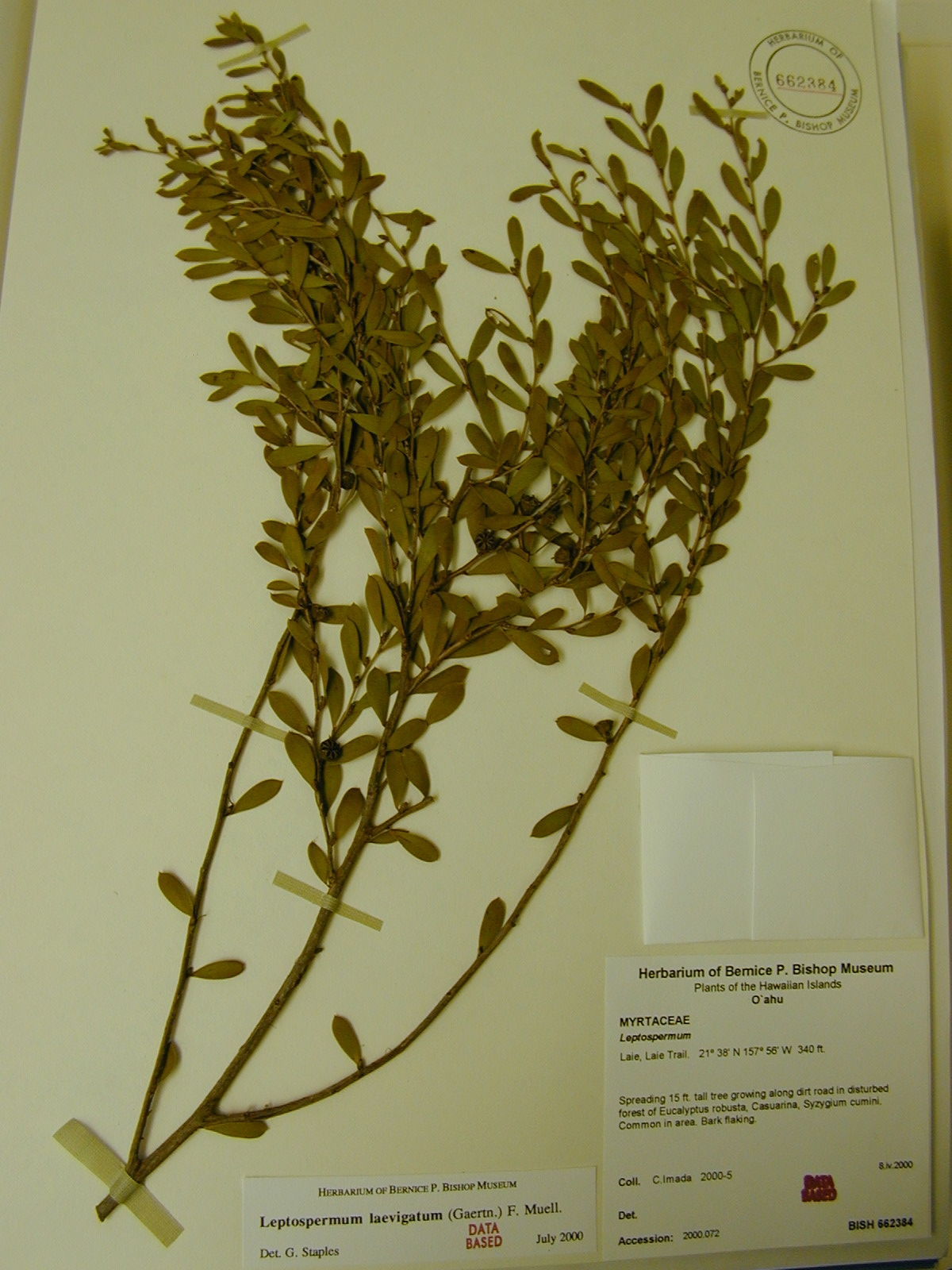
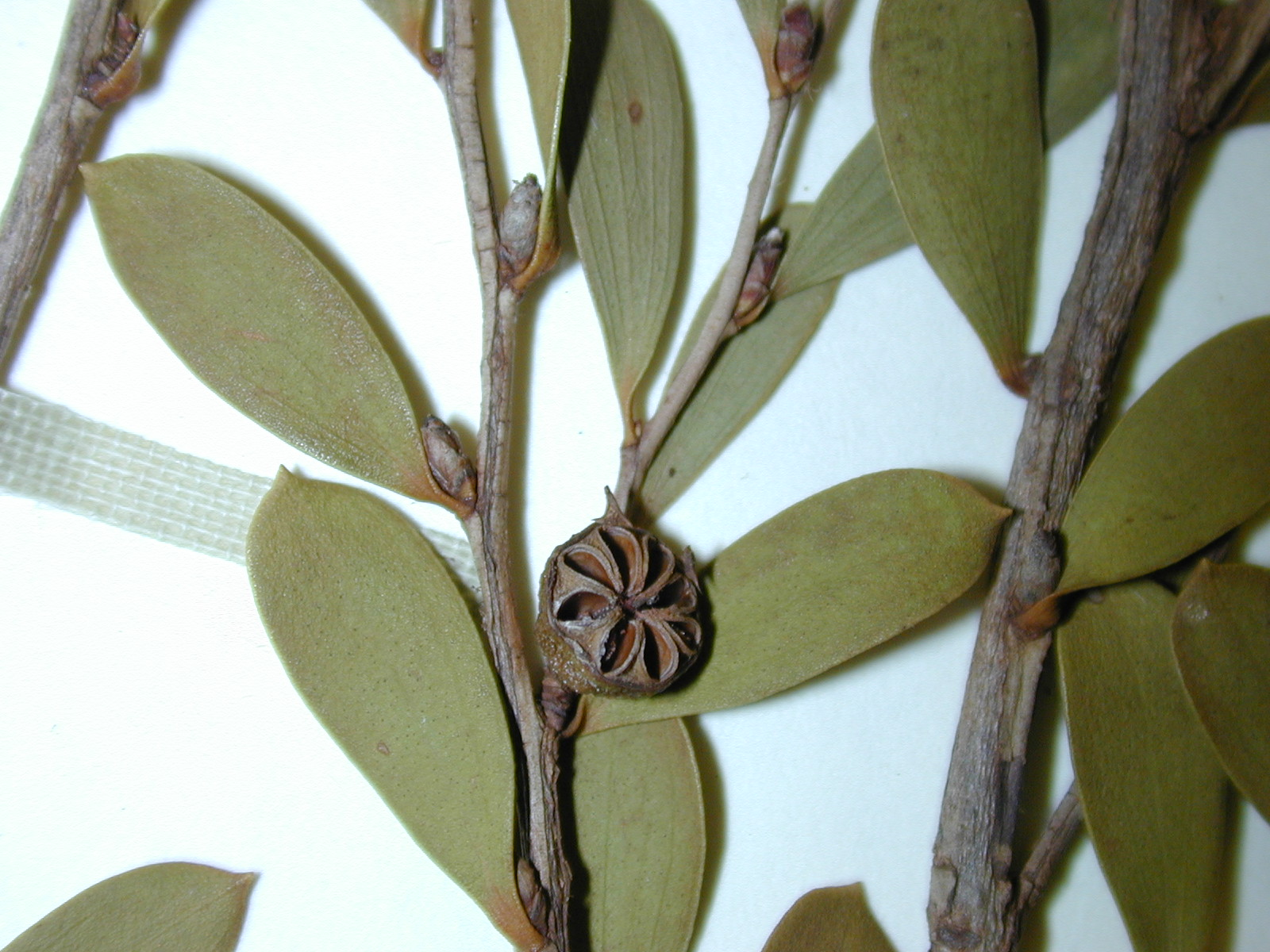